# Mimotropidema
Mimotropidema is een kevergeslacht uit de familie van de boktorren (Cerambycidae). De wetenschappelijke naam van het geslacht werd voor het eerst geldig gepubliceerd in 1957 door Breuning.

## Soorten
Mimotropidema omvat de volgende soorten:
- Mimotropidema chrysocephala Breuning, 1957
- Mimotropidema nigerrima Breuning, 1964